# زردکوهی
زرد کوهی، روستایی است از توابع بخش باشتین شهرستان داورزن در استان خراسان رضوی ایران. زبان مردم این روستا کردی کرمانجی است.
قنات و زمین های کشاورزی بایر در اطراف روستا وجود دارد.شغل اصلی مردم روستا دامپروری است میوه های انار ،انگور،انجیر،گردو،محصولات جو و گندم از جمله محصولاتی است که در ان کشت میشود.

بسیاری از اهالی این روستا در سال‌های گذشته به شهرستان‌های سبزوار، تهران، مشهد و غیره به منظور تحصیل و اشتغال مهاجرت کرده ولی در ایام خاص خصوصاً نوروز باستانی، ایام عزاداری محرم و تعطیلات تابستان و سایر تعطیلات مناسبتی به این روستا مراجعه و با حضور در مراسم مختلف علاقه خود را به زادگاهشان به نمایش می‌گذارند.

## جمعیت
این روستا در دهستان باشتین قرار داشته و بر اساس سرشماری سال ۱۳۸۵ جمعیت آن ۱۲۷ نفر (۴۶ خانوار)
بوده است.